# O Fabuloso Quadrinho Brasileiro de 2015
O Fabuloso Quadrinho Brasileiro de 2015 é uma antologia brasileira de quadrinhos idealizada por Rafael Coutinho e Clarice Reichstul com o objetivo de reunir o melhor da produção nacional de HQs. A primeira (e, até o momento, única) edição do projeto teve como editor convidado o tradutor Érico Assis e foi lançada pelas editoras Narval e Veneta. A partir de uma convocação online, 259 autores enviaram sua produção feita no período de julho de 2014 a junho de 2015. Além disso, alguns autores foram convidados diretamente pelos organizadores. Ao fim, 37 autores participaram das 304 páginas do livro (com obras completas ou trechos), dentre os quais Laerte Coutinho, Guazzelli, Pedro Franz, Pedro Cobiaco, Lovelove6, Fábio Moon, Gabriel Bá, Felipe Nunes, Chiquinha, Marcello Quintanilha, entre outros. O livro ganhou o Troféu HQ Mix de 2016 na categoria "melhor projeto editorial".